# Islotes Anagrama
Los islotes Anagrama son un grupo de pequeñas islas e islotes rocosos situadas al noroeste de las islas Argentina, con las cuales forman un solo conjunto limitado por el norte por el pasaje Francés, frente a la costa oeste de la península Antártica. De este grupo se destacan los islotes Maranga y Nob.

## Historia y toponimia
Fueron descubiertas en 1898 por la Expedición Antártica Belga al mando de Adrien de Gerlache de Gomery; y fueron cartografiadas por la Tercera Expedición Antártica Francesa de 1903-1905 y la Cuarta de 1908-1910, ambas al mando de Jean-Baptiste Charcot.
Al hallarse próximas a los islotes Roca y los islotes Cruls, los islotes Anagrama han aparecido erróneamente con estos nombres en diversas publicaciones francesas, argentinas, británicas y chilenas.
Tras una expedición del British Antarctic Survey en 1958, donde islas fueron cartografiadas en detalle a partir de fotografías tomadas desde el helicóptero del HMS Protector, el Comité de Topónimos Antárticos del Reino Unido las denominó oficialmente Anagram («anagrama») en referencia a la histórica transposición de nombres. La toponimia antártica chilena tradujo el topónimo al castellano.

## Reclamaciones territoriales
Argentina incluye las islas en el departamento Antártida Argentina dentro de la provincia de Tierra del Fuego, Antártida e Islas del Atlántico Sur; para Chile forman parte de la comuna Antártica de la provincia Antártica Chilena dentro de la Región de Magallanes y de la Antártica Chilena; y para el Reino Unido integran el Territorio Antártico Británico. Las tres reclamaciones están sujetas a las disposiciones del Tratado Antártico.
Nomenclatura de los países reclamantes: 
- Argentina: ¿?
- Chile: islotes Anagrama[4]
- Reino Unido: Anagram Islands[3]